# گابریل ونسان
مونیک مارتین (با نام مستعار گابریل ونسان؛ ۹ سپتامبر ۱۹۲۸–۲۴ سپتامبر ۲۰۰۰) نویسنده و تصویرگر بلژیکی کتاب‌های کودکان بود. او بیشتر به خاطر مجموعه کتاب‌های کودکان ارنست و سلستین مشهور است.

## زندگی‌نامه
مونیک مارتین در ۹ سپتامبر ۱۹۲۸ در بروکسل به دنیا آمد و در ۲۴ سپتامبر ۲۰۰۰ در همان‌جا درگذشت. تخلص او از نام کوچک پدربزرگ و مادربزرگش، گابریل و ونسان گرفته شده است.
او قبل از شروع کار در دهه ۱۹۸۰ به عنوان تصویرگر مجموعه داستان‌های ارنست و سلستین که بعداً در سال ۲۰۱۲ یک فیلم سینمایی از روی آن اقتباس شد، به عنوان نقاش آبرنگ کار می‌کرد.